# Schloss Thann (Neunburg)

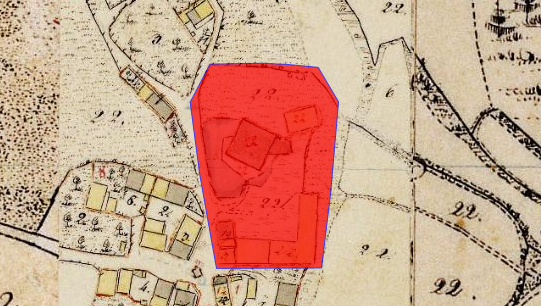
Lageplan von Schloss Thann (Neunburg) auf dem Urkataster von Bayern

Das abgegangene Schloss Thann lag in Thann, einem Ortsteil der Stadt Neunburg vorm Wald im Landkreis Schwandorf. Die Anlage wird als Bodendenkmal unter der Aktennummer D-3-6640-0032 im Bayernatlas als „untertägige Befunde des abgebrochenen Schlosses von Thann, zuvor mittelalterliche Burg“ geführt.

## Geschichte
In einer Urkunde von 1301 des Klosters Schönthal des Rvdgerus de Wartperch ist der Zeuge Chunrad de Tann mit einer gewissen Wahrscheinlichkeit diesem Thann zuzuordnen, da in dieser Urkunde auch Zeugen von den benachbarten Hillstett, Dieterskirchen und Meischendorf genannt werden. Die erste konkrete Beziehung zu dem Amt Neunburg ist 1337 nachweisbar, damals verkaufte Weichman der Husteter zwei Lehen in Hainreichserchen an das Kloster Schönthal. Als Zeuge trat damals Cunrat der Hulsteter von Tann auf. Ein 1397 als Zeuge auftretender Rueger der Tanner aus einer Urkunde des Pablikch des Warpergers zu Dietrichskirchen ist ebenfalls diesem Ort zuzurechnen.
Im 15. Jahrhundert war Thann im Besitz der Grueber. 1419 tritt ein Ulrich Grueber im Besitz von Thann auf, 1440 dessen Sohn Ludwig und 1474 Balthasar Grueber. Von diesen kam Thann an die Nothafft. Zuerst ist hier Achatz I. Notthafft zu Thann zwischen 1488 und 1525 zu nennen. 1526 folgt ihm sein Sohn Achaz der Jüngere, dann besaß dieser von 1530 bis 1545 gemeinsam mit seinem Bruder Engelhard Thann und Hillstett, 1548 bis 1563 war Achaz der Jüngere mit Thann immatrikuliert, Engelhard mit Hillstett. Von 1566 bis 1584 verfügte Wolff Notthaff über die Hofmark. Nach dessen Tod ging Thann an seine Witwe über, die es dann am 20. November 1609 dem Hanns Sigmund Portner verkaufte. Portner, welcher dem landesherrlichen Diktat zur Konversion nicht Folge geleistet hatte, beschwerte sich 1630 bei der kurpfälzischen Regierung zu Amberg wegen des Einzugs der Landsasserei Thann. Nach dem Tod des Hanns Portner trat sein Sohn Heinrich Sebastian Portner das Erbe an.
Während des Dreißigjährigen Krieges war auch Thann verwüstet und ein Drittel des Höfe, darunter auch die Mühle, waren abgebrannt worden. Am 8. Februar 1661 teilte Michael Nefzer mit, das Gut von dem Sebastian Portner gekauft zu haben und er beabsichtige das darniederliegende Gut wieder aufzubauen. Es ist allerdings nicht sicher, ob dieser Verkauf getätigt worden ist, denn 1665 will ein Adam Lochner Thann von Barbara Cäcilia Portnerin, der Schwester des Heinrich Siegmund, abkaufen. Am 10. Dezember 1691 wandten sich die fünf Töchter des Lochners an die Regierung mit der Bitte um Verkauf des Gutes an Wilhelm Ludwig Rumel, da keine von ihnen die anderen auszahlen könne. 1699 verkaufte der Rumel Thann an Arnold Ignatz Prem. Dessen Tochter Eva Rosina heiratete Michael Erasmus Fleischmann, der die Landsasserei am 19. April 1720 erwarb. Bis längstens 1749 war er auf Thann immatrikuliert, dann folgten seine Erben. Eva Rosina Millerin, die in erster Ehe mit Erasmus Fleischmann verheiratet war, verkaufte Thann am 3. Februar 1762 an ihren Sohn, Franz Bernhard Fleischmann, Mautner, Zöllner und Aufschläger (= Erheber der Akzisen, d. h. der indirekten Aufwandssteuern) zu Schwarzenfeld. Die Söhne aus der ersten Ehe (Georg Michael und Anselmus, Augustinerpater in Kloster Schönthal) wurden mit Geld abgefunden.
1789 wurde die Hofmark von Joseph Ferdinand Voith von Voithenberg (heute Gemeindeteil von Furth im Wald) erworben. Gegen diesen Kauf erhob aber der Tafernwirt Johann Michael Gillitzer Einwände, da er mit der Schwester des Franz Bernhard Fleischmanns verheiratet sei und aus dieser Ehe zwei Kinder hervorgegangen seien und man den Besitz der Großeltern nicht in fremde Hände geben sollte. Nach einem längeren Rechtsstreit musste Joseph von Voithenberg das Landsassengut gegen Rückerstattung des Kaufpreises an den Gillitzer 1793 herausrücken. Da dieser nicht adelig war, musste er den Landsassenabtrag leisten und konnte erst 1796 die Landsassenpflicht ablegen. 1798 übergab er Thann mit allen Pertinenzen an Maria Johanna von Reisach.
Das Gut Thann wurde 1813 von Sebastian Freiherr von Schrenck erworben, der zusammen mit Hillstett ein Patrimonialgericht II. Klasse einrichtete. Am 25. November 1848 wurde die Gerichtsbarkeit von Thann und Hillstett an den Staat extradiert. Thann wurde 1945 oder 1946 nach Seebarn eingemeindet und mit diesem am 1. Januar 1972 Neunburg vorm Wald eingegliedert.